# Die Gezeichneten (film)
Die Gezeichneten is een Duitse dramafilm uit 1922 onder regie van Carl Theodor Dreyer. Het scenario is gebaseerd op de roman Elsker hverandre uit 1912 van de Deense auteur Aage Madelung.

## Verhaal
In 1905 verlaat een Joodse vrouw haar geboortedorp in Rusland vanwege antisemitische vijandelijkheden. Ze gaat naar haar broer in Sint-Petersburg. Hij heeft zich echter bekeerd tot het christendom en moet  zijn Joodse komaf geheimhouden in zijn kennissenkring.

## Rolverdeling
| Acteur                | Personage       |
| --------------------- | --------------- |
| Adele Reuter-Eichberg | Mevrouw Segal   |
| Vladimir Gajdarov     | Jakow Segal     |
| Polina Piekowskaja    | Hanne-Liebe     |
| Sylvia Torf           | Zipe            |
| Hugo Döblin           | Abraham         |
| Johannes Meyer        | Rylowitsch      |
| Thorleif Reiss        | Sascha          |
| J.N. Douvan-Tarzow    | Suchowersky     |
| Richard Boleslawski   | Fedja           |
| Emmy Wyda             | Anna Arkadiewna |